# Синхронизација (тонска обрада)
Синхронизација је пост-продукцијски процес који се користи у прављењу филмова и видео продукцији у ком се додатна и допунска снимања миксују са оригиналним продукцијским звуком како би се направио завршни саундтрек. Представља наснимавање гласова, које гледаоцима филма или другог аудио-визуелног материјала на страном језику омогућује да разумеју дијалоге.
Процес се обично одвија у студију. Након што уредници звука уреде и припреме све неопходно (дијалоге, ефекте, музику, итд), миксери уједињују све елементе синхронизације у финални саундтрек.

## Глобална употреба

### Европа
Већина европских земаља синхронизује само програм за децу, док се програм за одрасле генерално титлује. То су државе Скандинавског и Балканског полуострва (сем Бугарске), Португал, Уједињено Краљевство, Ирска, Холандија и део Белгије.
Насупрот томе у Француској, Италији, Шпанији, Немачкој, Чешкој, Словачкој, Мађарској, Пољској, Русији и Украјини се углавном сав садржај синхронизује и мале су шансе да се у овим државама неки филм погледа у оригиналној верзији, без синхронизације. Немачко говорно подручје (Немачка, Аустрија, Швајцарска) је највеће тржиште синхронизација у целој Европи.
Војс-овер синхронизације представљају преснимавање звука синхронизације преко звука оригинала, који се не уклања. Генерално се раде мање професионално од комплетних синхронизација, у честим случајевима на њима ради и један гласовни глумац. У многим државама попут Русије, Пољске, Украјине, Балтичких држава, Бугарске и Турске, војс-овери се још увек раде, док су на српском говорном подручју искорењени током 2000-их.

#### Српско говорно подручје
Највише синхронизација на српском говорном подручју производи Србија, а оне се такође емитују у Црној Гори, Републици Српској и Северној Македонији. Црна Гора и Република Српска не производе засебне синхронизације већ емитују само српске, док се у Северној Македонији, поред српских, емитују и производе македонске синхронизације већине цртаних филмова. У Босни и Херцеговини користе се и српске и хрватске синхронизације — Република Српска користи српске, а Федерација БиХ користи хрватске. Упркос томе што су у овој држави емитоване и српска и хрватска синхронизација цртаћа Мој мали пони: Пријатељство је чаролија, постоји синхронизација ове серије на бошњачком језику, али синхронизације на овом језику су редак случај.
Синхронизује се искључиво програм за децу, док се програм за одрасле емитује титлован. Током 2006. године две игране серије за одрасле су синхронизоване на српски језик — Мушки свет на ТВ Кошава и Брачне воде на ТВ Фокс. Обе серије је синхронизовао студио Призор. Мушки свет је емитован до краја са синхронизацијом, али није остварио завидну популарност, док је синхронизација серије Брачне воде укинута због лошег пријема након прве сезоне, те је остатак серије емитован титлован. Исту судбину имала је 2011. године турска сапуница Поље лала на РТВ Пинк. Упркос квалитетној глумачкој постави, синхронизацију је публика лоше примила, па је касније укинута и уведени су титлови. Први и до сада једини канал на српском говорном подручју са потпуно синхронизованим садржајем јесте канал Никелодион, где се и играни и цртани филмови и серије емитују синхронизовани. Задњих година, синхронизују се Дизни играни филмови, али због боље продаје, у биоскопима су доступне и синхронизована и титлована верзија.
Синхронизација цртаних филмова на српски језик већ је традиционална, те су сви цртани филмови за децу који се емитују, синхронизовани на српски језик. Синхронизација цртаћа на српски језик је у бившој Југославији имала сопствени преокрет. Током 1970-их до 1980е, популарни српски глумци, као што су Никола Симић, Мића Татић, Нада Блам и други позајмили су своје гласове ликовима из студија Дизни, Ворнер брос и МГМ, користећи специфичне фразе за ово подручје и тиме донели цртаћу и локални хумор. Ове фразе постале су култне и изузетно популарне и препознатљиве и још увек се користе у специфичним ситуацијама. Ове синхронизације се данас сматрају култнима. Многе синхронизације из овог времена изгореле су у Бомбардовању зграде РТС 1999. године. У култне синхронизације спадају још и Нинџа корњаче и Сунђер Боб Коцкалоне. Нинџа корњаче емитоване су у више наврата, са различитим синхронизацијама. Првобитну, најпознатију, радили су глумци из 1980-их са ТВ Београд. Следећу синхронизацију радила је култна синхронизацијска група Квартет Амиго — Виолета Пековић, Горан Пековић, Татјана Станковић и Небојша Буровић. Остали су упамћени по бројним синхронизацијама из 1990-их и 2000-их. Највише су радили за телевизију БК. Синхронизација популарног цртаћа Сунђер Боб Коцкалоне почела је 2003. године на телевизији Б92 и имала је мали број глумаца у постави — све главне и већину споредних ликова тумачили су Владислава Ђорђевић и Димитрије Стојановић, а додатне гласове је радио Жика Миленковић. Упркос томе, синхронизација и сам цртани су постали изузетно популарни. Синхронизација је доста подсећала на синхронизације из 1980-их, садржала је прилично доста локалног хумора, а имена ликова су локализована на српски. Због препознатљивог и карактеристичног гласа који је давала Сунђер Бобу, прославила се глумица Владислава Ђорђевић. Због популарности, ова постава је била присутна и у званичној синхронизацији филма Сунђер на сувом. Међутим, у септембру 2017. године, након промене власничке структуре ТВ Б92 која је постала О2 ТВ, синхронизација је обустављена, а наредне епизоде синхронизује студио Голд диги нет за Никелодион, са потпуно новом и промењеном глумачком поставом. Упркос томе што нову поставу чине познати и искусни гласовни глумци, синхронизација нових епизода жестоко је критикована од стране обожавалаца.
Дизни филмови се на српски синхронизују од 1984. и део су култних српских синхронизација. Током 1990-их и 2000-их, већина Дизни филмова је добила војс-овер. Ове војс-овере су радили аматери, илегално, а издати су на VHS касетама. Данас је већина доступна на интернету. Током 2006. године, Радио-телевизија Србије је добила лиценцу за емитовање Дизни садржаја. Дизни се емитовао викендом у блоку под називом „Дизни на РТС”. Синхронизовано је мноштво серија и филмова. Синхронизације је радио студио Лаудворкс. Песме нису биле синхронизоване, осим у филму Аладин, где је синхронизацијска постава песме обрадила добровољно и бесплатно, из љубави према филму, јер РТС за њих, као и у другим синхронизацијама, није издвојио средства. РТС је лиценцу изгубио 2013. године и након тога, све до 2016, није синхронизована ниједна Дизни серија. Прва званична Дизни синхронизација, направљена од стране Disney character voices international, inc. је синхронизација филма Прича о играчкама из 2010. године. Тада су такође синхронизовани филмови Прича о играчкама 2 и Прича о играчкама 3. Премијера је била у Дому синдиката у Београду. Од тада се сви нови Дизни филмови синхронизују на српски језик, за разлику од старијих. Све до 2018, једини стари Дизни филмови који су синхронизовани јесу Пепељуга и Краљ лавова. Године 2010, Тарамаунт филм (дистрибутер Дизнија за српско говорно подручје), објавио је да ће надолазећи филм Златокоса и разбојник бити синхронизован, објављен је и синхронизовани трејлер, али од синхронизације се одустало из финансијских разлога и филм до данас није синхронизован. То је изазвало бројне критике фанова синхронизација. Године 2015, телевизија Хепи добија лиценцу за емитовање Дизни садржаја, а са емитовањем се кренуло 1. априла 2016. године. Емитовали су популарне цртане серије Софија Прва и Мики Маусов клуб са Дизни џуниора, које су и синхронизовали. Мики Маусов клуб већ је 2010. синхронизовао Лаудворкс за РТС под називом Микијева играоница, користећи званичну поставу ликова из франшизе Мики Маус, док је Хепи из званичне поставе довео само Лака Николића као Пају Патка, а за остале ликове користили су своје глумце. Исте године, Хепи је најавио емитовање једне од најпопуларнијих Дизни тинејџ теленовела, Виолета, за коју је урадио синхронизацију као и за остали дечији програм, али у међувремену губи лиценцу и синхронизација серије се до сада није емитовала. Лиценцу је 2017. добила телевизија Прва. До сад су емитовали неколицину Дизни филмова, као што су Херкул и Прича о играчкама, а за сваке новогодишње празнике, почев од 2017, емитују се филмови из франшизе Залеђено краљевство. Задњих година, синхронизују се и Дизни играни филмови. Први Дизни играни филм који је синхронизован је Лепотица и звер из 2017, а потом су 2019. уследили Дамбо, Аладин, Краљ лавова и Грдана — господарица зла. Крајем 2018. године, сазнало се да Дизни ради званичне српске синхронизације својих класика — Снежана и седам патуљака и Покахонтас, као и У потрази за Немом. Синхронизације јесу завршене, али још увек нису емитоване, а непознато је када ће и где.

### Америка
У САД и Канади, страни играни филмови се генерално приказују титловани, због тога што су ретко у САД добро прошли синхронизовани играни филмови од 1980-их. Насупрот томе, јапанске аниме серије се традиционално увек синхронизују.
У државама у којима се прича шпански, генерално сав програм се синхронизује на стандардни шпански или мексички шпански. У Мексику постоји закон којима су биоскопи обавезни да приказују филмове без синхронизације.